# Nicole Gibbs
Pour les articles homonymes, voir Gibbs.
Nicole Gibbs, née le 3 mars 1993 à Cincinnati, est une joueuse de tennis américaine, professionnelle de 2013 à 2021.
Elle atteint la finale d'un tournoi WTA 125 pour la première fois fin novembre 2015 à Carlsbad.

## Biographie

### Parcours en juniors
Nicole Gibbs débute sur le circuit junior en 2006. Elle atteint la finale du Canadian Open en 2008 et 2009 et les demi-finales de l'US Open 2011 où elle perd contre Grace Min.
Elle remporte son premier titre ITF en novembre 2007 à Mexico puis un second cinq ans plus tard à Denver, en juillet 2012.
Elle participe pour la première fois au tableau final d'un tournoi WTA au tournoi de Stanford 2012 en tant qu'invitée. Elle bat la qualifiée Noppawan Lertcheewakarn et ne peut rien au tour suivant contre Serena Williams.
À l'US Open 2014, elle atteint le 3e tour en battant la 23e tête de série Anastasia Pavlyuchenkova.
En novembre 2015, elle atteint pour la première fois la finale d'un tournoi WTA 125 à Carlsbad après avoir battu la 2e tête de série Tatjana Maria en quart de finale. Elle y affronte Yanina Wickmayer contre qui elle s'incline en deux sets (3-6, 6-74).

### Ennuis de santé
Le 13 mai 2019, Nicole Gibbs annonce souffrir d'un cancer des glandes salivaires et renonce à participer aux Internationaux de France de Roland-Garros 2019.

## Palmarès

### Finale en simple en WTA 125
| No | Date       | Nom et lieu du tournoi     | Catégorie | Dotation  | Surface    | Vainqueure       | Score     |          |
| -- | ---------- | -------------------------- | --------- | --------- | ---------- | ---------------- | --------- | -------- |
| 1  | 23-11-2015 | Carlsbad Classic, Carlsbad | WTA 125   | 125 000 $ | Dur (ext.) | Yanina Wickmayer | 6-3, 7-64 | Parcours |

### Finale en double en WTA 125
| No | Date       | Nom et lieu du tournoi | Catégorie | Dotation  | Surface    | Vainqueures          | Partenaire    | Score             |          |
| -- | ---------- | ---------------------- | --------- | --------- | ---------- | -------------------- | ------------- | ----------------- | -------- |
| 1  | 21-11-2016 | Hawaii Open Honolulu   | WTA 125   | 125 000 $ | Dur (ext.) | Eri Hozumi Miyu Kato | Asia Muhammad | 6-73, 6-3, [10-8] | Parcours |

## Parcours en Grand Chelem

### En simple dames
| Année | Open d'Australie | Open d'Australie    | Internationaux de France | Internationaux de France | Wimbledon       | Wimbledon         | US Open         | US Open           |
| ----- | ---------------- | ------------------- | ------------------------ | ------------------------ | --------------- | ----------------- | --------------- | ----------------- |
| 2009  | —                | —                   | —                        | —                        | —               | —                 | Q1              | Katalin Marosi    |
| 2010  | —                | —                   | —                        | —                        | —               | —                 | Q2              | Sharon Fichman    |
| 2011  | —                | —                   | —                        | —                        | —               | —                 | Q1              | Melinda Czink     |
| 2012  | —                | —                   | —                        | —                        | —               | —                 | 1er tour (1/64) | Alizé Cornet      |
| 2013  | Q2               | Tatjana Malek       | —                        | —                        | Q1              | Yvonne Meusburger | 1er tour (1/64) | Flavia Pennetta   |
| 2014  | Q2               | Marta Sirotkina     | Q1                       | Alexandra Panova         | Q3              | Victoria Duval    | 3e tour (1/16)  | Flavia Pennetta   |
| 2015  | 2e tour (1/32)   | Elina Svitolina     | 1er tour (1/64)          | Alexandra Dulgheru       | 1er tour (1/64) | Lesia Tsurenko    | 2e tour (1/32)  | Petra Kvitová     |
| 2016  | 2e tour (1/32)   | Kristina Mladenovic | 1er tour (1/64)          | Heather Watson           | 1er tour (1/64) | Kirsten Flipkens  | 2e tour (1/32)  | Laura Siegemund   |
| 2017  | 3e tour (1/16)   | Serena Williams     | Q3                       | Sara Errani              | —               | —                 | 2e tour (1/32)  | Karolína Plíšková |
| 2018  | 2e tour (1/32)   | Kiki Bertens        | Q2                       | Veronika Kudermetova     | Q3              | Claire Liu        | 1er tour (1/64) | Carla Suárez      |
| 2019  | —                | —                   | —                        | —                        | —               | —                 | 1er tour (1/64) | Simona Halep      |
| 2020  | Q2               | Harriet Dart        | —                        | —                        | —               | —                 | —               | —                 |

N.B. : à droite du résultat se trouve le nom de l'ultime adversaire.

### En double dames
| Année | Open d'Australie                 | Open d'Australie               | Internationaux de France       | Internationaux de France       | Wimbledon                     | Wimbledon                  | US Open                       | US Open                   |
| ----- | -------------------------------- | ------------------------------ | ------------------------------ | ------------------------------ | ----------------------------- | -------------------------- | ----------------------------- | ------------------------- |
| 2011  | —                                | —                              | —                              | —                              | —                             | —                          | 1er tour (1/32) Lauren Davis  | Julia Görges A. Petkovic  |
| 2014  | —                                | —                              | —                              | —                              | —                             | —                          | 1er tour (1/32) Maria Sanchez | Lauren Davis R. Voráčová  |
| 2015  | —                                | —                              | —                              | —                              | —                             | —                          | 2e tour (1/16) T. Townsend    | Arruabarrena A. Klepač    |
| 2016  | —                                | —                              | 1er tour (1/32) Heather Watson | Sabine Lisicki Andrea Petkovic | 1er tour (1/32) Irina Falconi | Elise Mertens A-S. Mestach | 3e tour (1/8) Nao Hibino      | Sania Mirza B. Strýcová   |
| 2017  | 1er tour (1/32) Chuang Chia-jung | B. Mattek-Sands Lucie Šafářová | —                              | —                              | —                             | —                          | 2e tour (1/16) Julia Boserup  | Kiki Bertens J. Larsson   |
| 2018  | —                                | —                              | —                              | —                              | —                             | —                          | 2e tour (1/16) S. Santamaria  | Tímea Babos K. Mladenovic |

N.B. : le nom de la partenaire se trouve sous le résultat ; le nom des ultimes adversaires se trouve à droite.

### En double mixte
| Année | Open d'Australie | Open d'Australie | Internationaux de France | Internationaux de France | Wimbledon | Wimbledon | US Open                      | US Open                      |
| ----- | ---------------- | ---------------- | ------------------------ | ------------------------ | --------- | --------- | ---------------------------- | ---------------------------- |
| 2010  | —                | —                | —                        | —                        | —         | —         | 1er tour (1/32) Sam Querrey  | A.-L. Grönefeld Mark Knowles |
| 2016  | —                | —                | —                        | —                        | —         | —         | 1/4 de finale Dennis Novikov | L. Siegemund Mate Pavić      |

N.B. : le nom du partenaire se trouve sous le résultat ; le nom des ultimes adversaires se trouve à droite.

## Parcours en «Premier Mandatory» et «Premier 5»
Découlant d'une réforme du circuit WTA inaugurée en 2009, les tournois WTA « Premier Mandatory » et « Premier 5 » constituent les catégories d'épreuves les plus prestigieuses, après les quatre levées du Grand Chelem.

### En simple dames
| Année |              | Premier Mandatory         | Premier Mandatory           | Premier Mandatory | Premier Mandatory      |       | Premier 5 | Premier 5 | Premier 5  | Premier 5 | Premier 5                 | Premier 5 | Premier 5 |
| Année | Indian Wells | Miami                     | Madrid                      | Pékin             |                        | Dubaï | Rome      | Canada    | Cincinnati | Wuhan     | Wuhan                     |           |           |
| Année | Indian Wells | Miami                     | Madrid                      | Pékin             | Doha                   |       | Rome      | Canada    | Cincinnati | Wuhan     | Wuhan                     |           |           |
| Année | Indian Wells | Miami                     | Madrid                      | Pékin             |                        |       | Rome      | Canada    | Cincinnati | Wuhan     | Wuhan                     |           |           |
| 2014  |              |                           |                             |                   |                        |       |           |           |            |           | 1er tour (1/32) C. McHale |           |           |
| 2015  |              | 1er tour (1/64) M. Puig   |                             |                   |                        |       |           |           |            |           |                           |           |           |
| 2016  |              | 4e tour (1/8) P. Kvitová  | 3e tour (1/16) G. Muguruza  |                   | 1er tour (1/32) M. Doi |       |           |           |            |           |                           |           |           |
| 2017  |              | 1er tour (1/64) H. Watson | 1er tour (1/64) C. Witthöft |                   |                        |       |           |           |            |           |                           |           |           |

Sous le résultat, l’ultime adversaire.

## Classements WTA en fin de saison
| Année          | 2008 | 2009 | 2010 | 2011 | 2012 | 2013 | 2014 | 2015 | 2016 | 2017 | 2018 | 2019 | 2020 |
| Rang en simple | 522  | 620  | 376  | 620  | 233  | 184  | 92   | 119  | 76   | 108  | 147  | 137  | 171  |
| Rang en double | –    | 473  | 413  | –    | 613  | 419  | 828  | 195  | 141  | 238  | 176  | 471  | 714  |

Source : (en) Classements de Nicole Gibbs sur le site officiel de la Fédération internationale de tennis